# نفربر زرهی

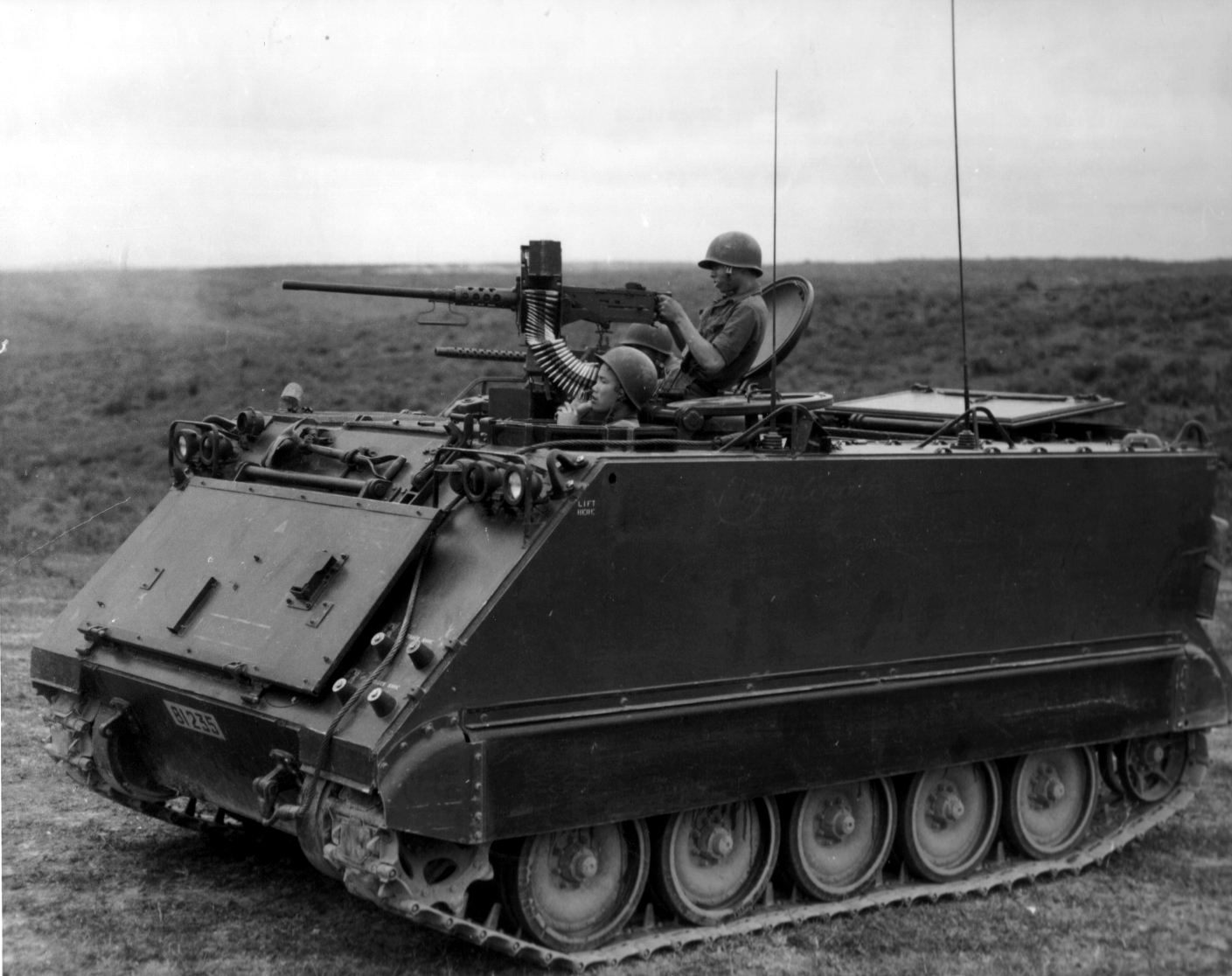
ام۱۱۳ از رایج‌ترین انواع نفربر زرهی

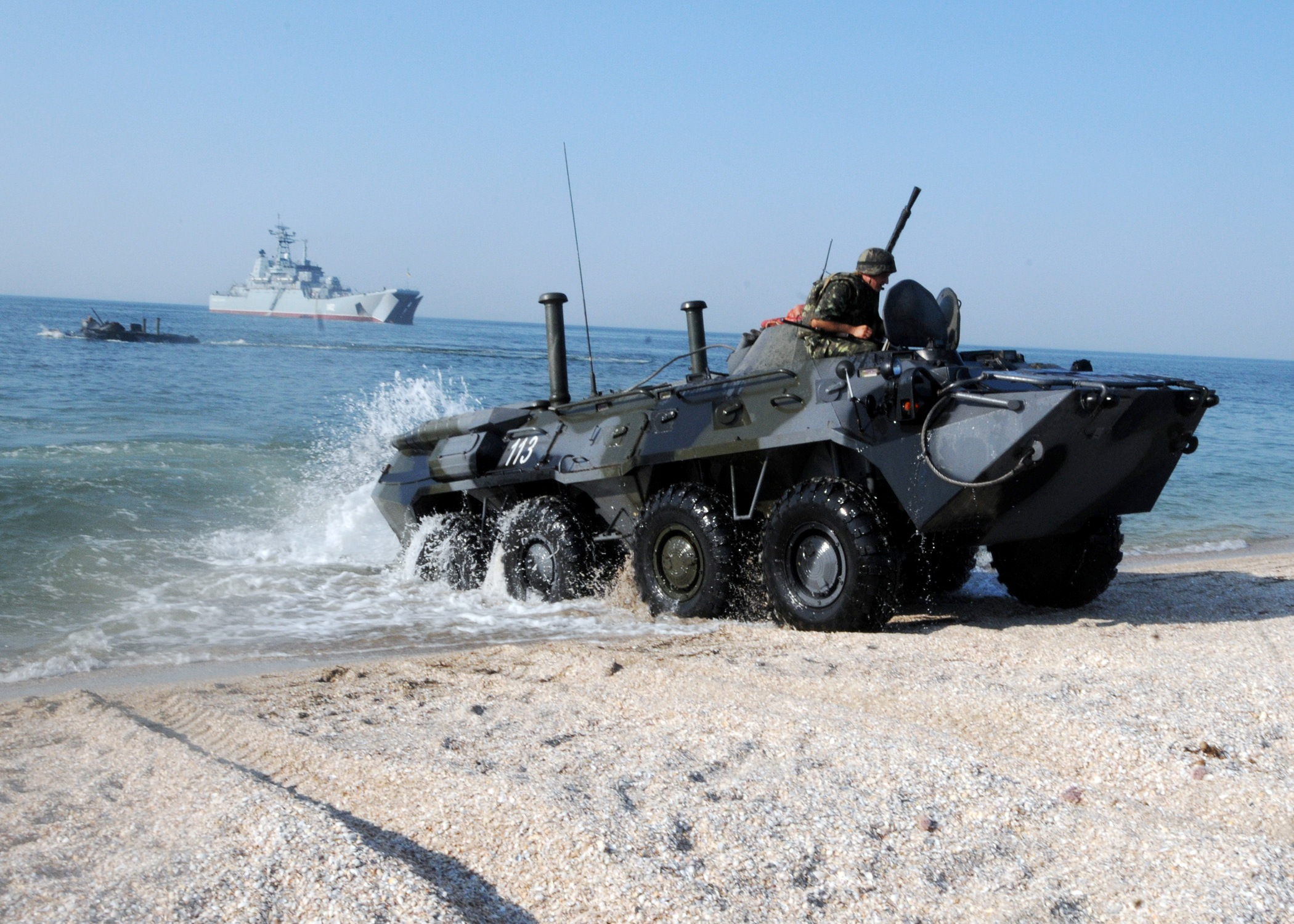
نفربر چرخ‌دار روسی بی‌تی‌آر-۸۰ در عملیات آبی-خاکی

نفربر زره‌پوش یا نفربر زرهی نوعی خودروی زرهی جنگی است که برای حمل و نقل سربازان در میدان جنگ بکار می‌رود. نفربرها معمولاً تنها به مسلسل مسلح هستند؛ اما ممکن است به سلاح‌هایی همانند موشک ضد تانک هدایت‌شونده (ATGM) یا خمپاره‌انداز هم مجهز باشند. در واقع نفربرها برخلاف تانک‌ها و خودروهای جنگی پیاده‌نظام برای جنگ مستقیم طراحی نشده‌اند؛ بلکه برای حمل ایمن نیروهای نظامی به خط مقدم نبرد ساخته شده‌اند و سلاح آن‌ها برای دفاع از خود است.
خودروهای جنگی پیاده‌نظام نوع پیشرفته‌تر و تکامل‌یافته‌تر نفربرهای زرهی هستند که با داشتن زره قوی‌تر و سلاح‌های بیشتر از جمله یک توپ جنگی توانایی بیشتری برای درگیری مستقیم در جنگ و فراهم‌کردن آتش حمایتی برای سربازان دارند. بهترین نفربرهای زره پوش در اختیار کشور روسیه قرار دارند.
نفربرها در انواع چرخ‌دار و شنی‌دار (مثل شنی تانک‌ها) ساخته می‌شوند. اغلب آن‌ها توان حرکت در آب با سرعت کمی در حدود ۵ کیلومتر در ساعت را هم دارند که به آن‌ها قابلیت گذشتن از رودخانه‌های کوچک را می‌بخشد. در نفربرهای شنی‌دار چرخش شنی نیروی لازم برای حرکت در آب را فراهم می‌کند و نفربرهای چرخ‌دار به واترجت مجهز می‌شوند. موتور آن‌ها معمولاً یک موتور دیزلی شبیه به موتورهای کامیون‌ها یا اتوبوس‌های معمولی است. برای مثال موتور ام۱۱۳ رایج‌ترین نفربر غربی همان موتور اتوبوس‌های شهری جنرال موتورز است. زره نفربرها معمولاً لایه نازکی از فولاد یا آلومینیوم است که در مقابل آتش سلاح‌های سبک و بیشتر ترکش‌ها مقاومت کامل دارد. رایجترین سلاح آن‌ها یک تیربار سنگین کالیبر ۵۰ (۱۲٫۷ میلی‌متر) است. نفربرهایی که به توپ‌های اتوماتیک ۲۰ میلی‌متری به بالا مجهزند معمولاً در کلاس خودرو رزمی پیاده‌نظام طبقه‌بندی می‌شوند که توان جنگ مستقیم با دشمن دارند.
از نفربرها می‌توان برای مأموریت‌های دیگری به جز انتقال سربازان نیز استفاده کرد. بسیاری از توپ‌ها، راکت‌اندازها، خمپاره‌اندازها یا ضدهوایی‌های خودکششی با افزودن سلاح مربوط به یک شاسی نفربر ساخته شده‌اند. برخی نفربرها که مجهز به موشک‌های هدایت‌شونده ضدتانک یا توپ‌هایی مشابه توپ تانک هستند، نقش یک خودرو شکارچی تانک را بازی می‌کنند.

## نگارخانه

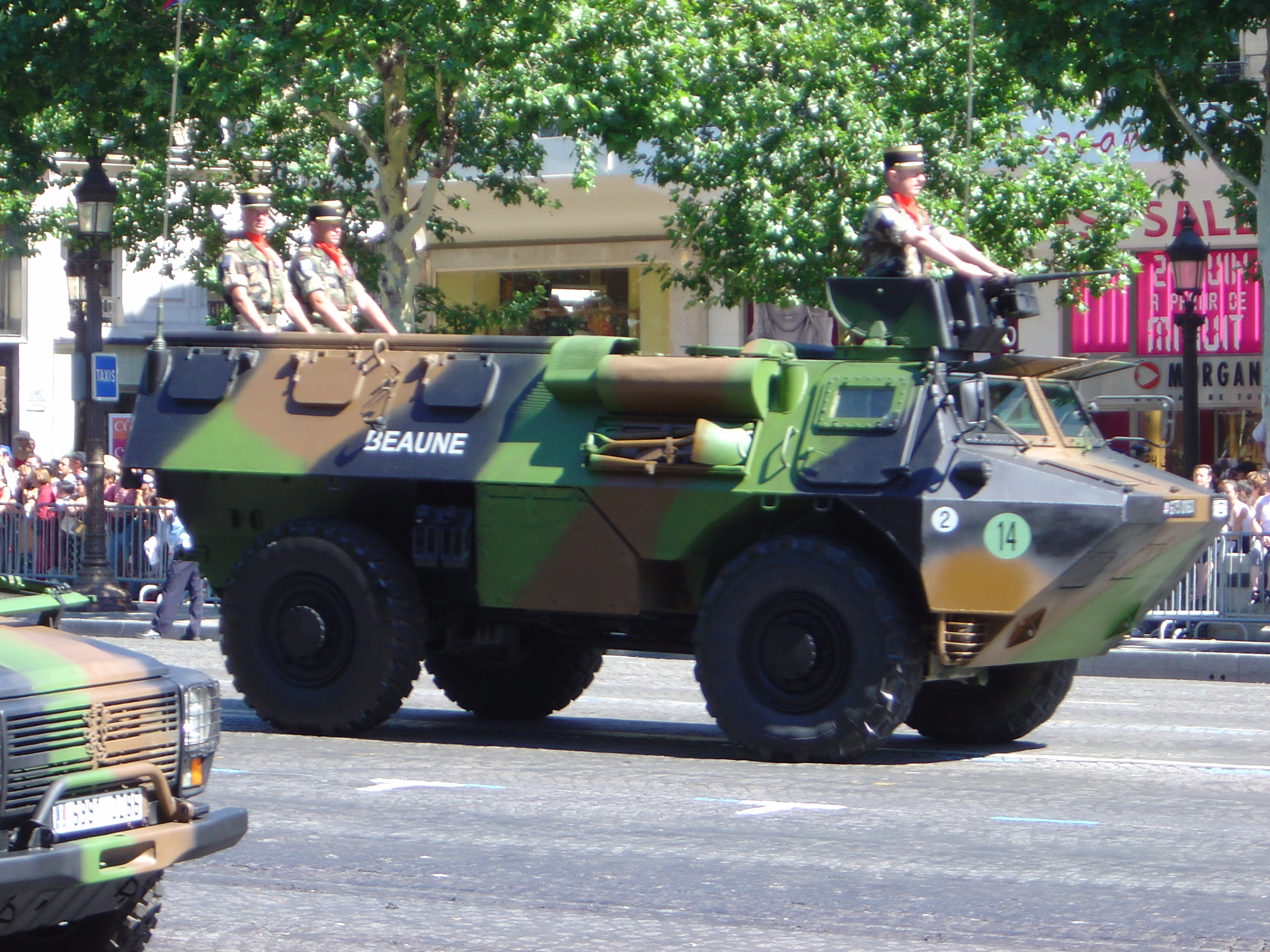
نفربر VAB فرانسوی.
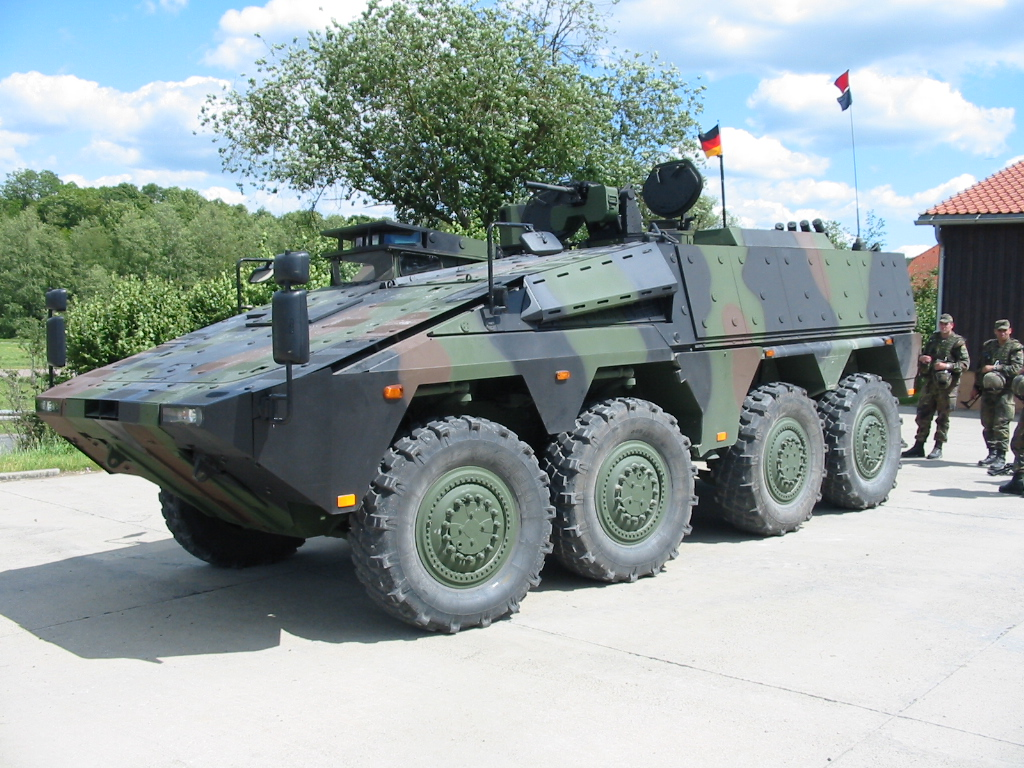
نفربر گ. ت. کا آلمانی
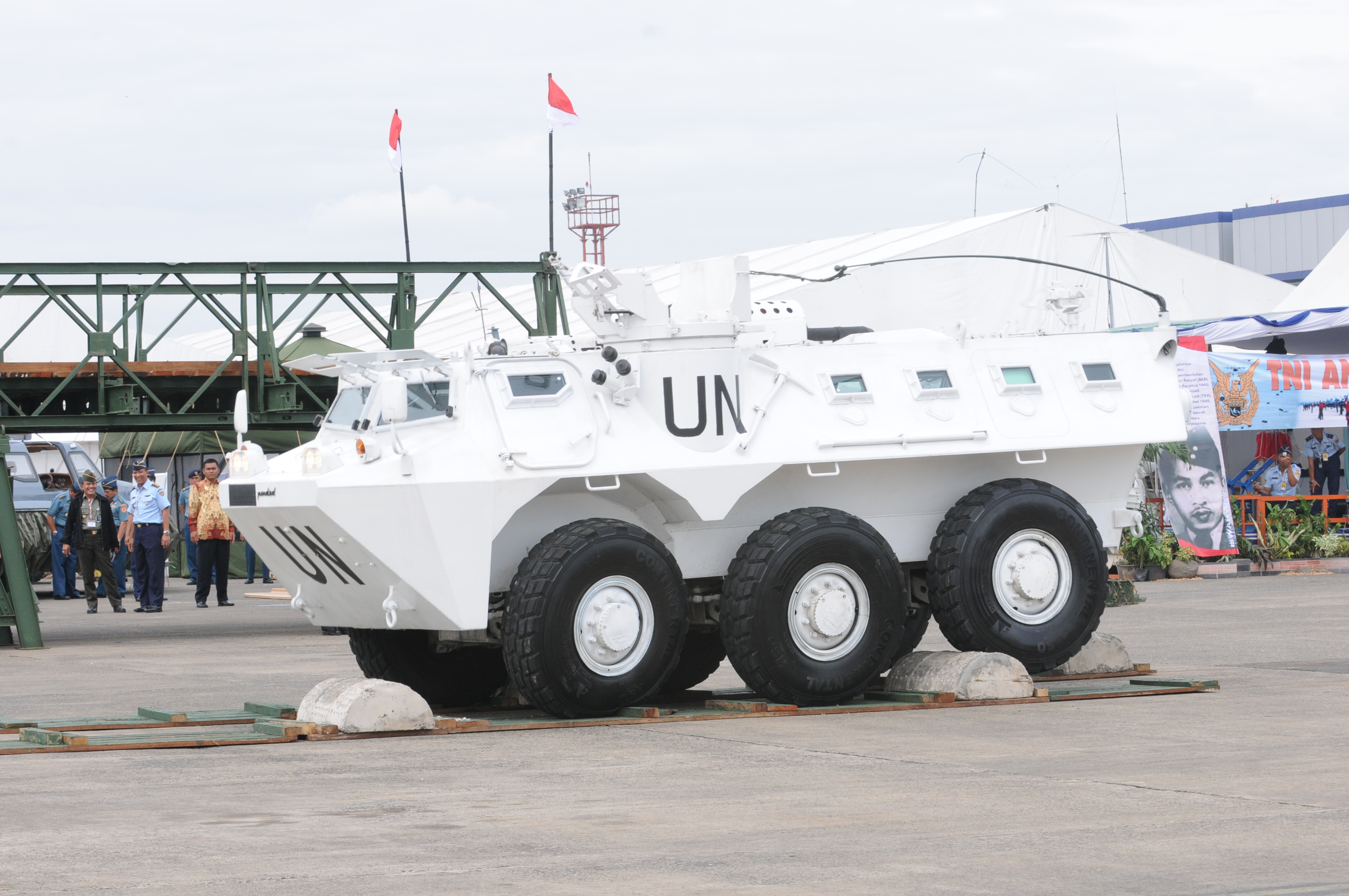
نفربر آنوا ساخت شرکت اندونزیایی پینداد